# Mircea Săucan

Regizorul Mircea Săucan.

Mircea Săucan (n. 5 aprilie 1928, Paris, Franța – d. 13 aprilie 2003, Nof HaGalil⁠(d), Israel) a fost un regizor, scenarist și scriitor român. A emigrat în Israel în anul 1987.

## Biografie
Născut la Paris, dintr-un tată român, Alexandru Săucan, și o mamă evreică, Tereza Solomon, viitorul cineast și-a petrecut primii ani de viață în Praga, unde părinții săi s-au căsătorit oficial. Ulterior, în 1934, familia s-a stabilit în România, la Carei.
După Dictatul de la Viena, în perioada 1940–1944, familia s-a refugiat la Sibiu și Sighișoara.
Între anii 1948 și 1952 a urmat cursurile de regie la Institutul Unional de Cinematografie din Moscova, unde i-au fost profesori, pentru scurt timp, celebrul regizor Serghei Eisenstein, alături de cineastul Serghei Gherasimov.
În 1949 a apărut ca figurant în filmul Căderea Berlinului, regizat de Mihail Ciaureli, o superproducție care glorifica rolul lui Stalin și al Armatei Roșii în înfrângerea nazismului.
În perioada 1952–1961 a activat la Studioul Alexandru Sahia, unde a îndeplinit și funcții de partid, ocupând postul de secretar al organizației de bază.
În 1959 s-a căsătorit cu Suzana (Juja) Roth, iar în 1961 s-a născut fiul lor, Emil.
Între 1961 și 1970 a lucrat la Studioul Cinematografic din București, prin transfer, iar în perioada august 1970 – martie 1974 a revenit  la Studioul Sahia.
Deși inițial un susținător sincer al regimului comunist, a devenit rapid indezirabil din cauza valorii artistice și a tematicii nonconformiste a filmelor și scrierilor sale. După șapte ani de șomaj forțat și în urma decesului ambilor părinți, a decis să emigreze în Israel, în anul 1987.

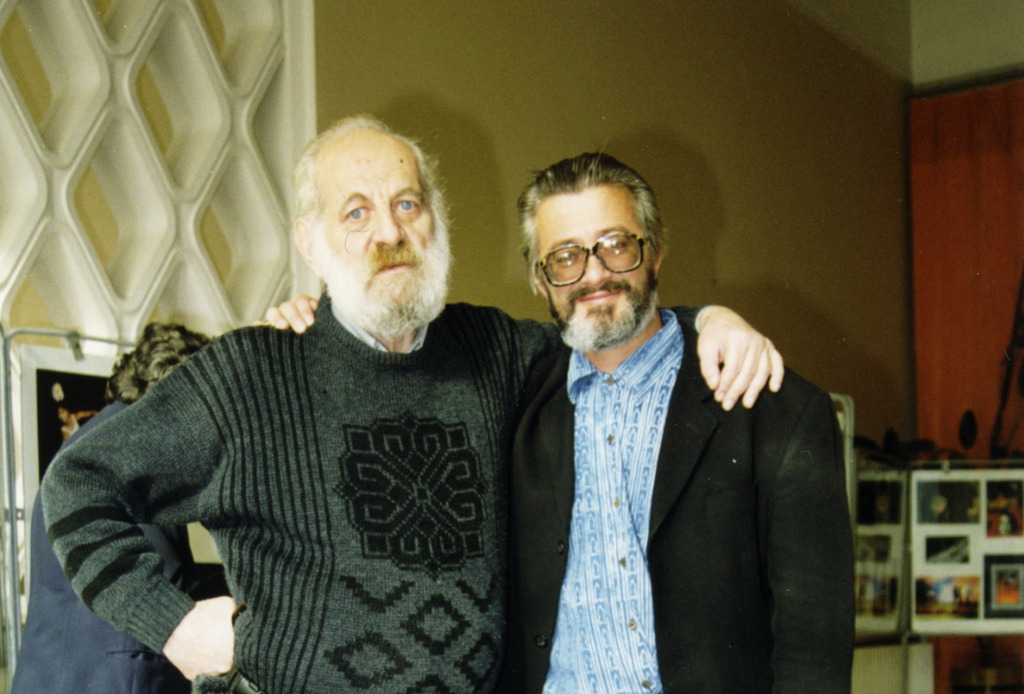
Mircea Săucan (stânga) la Festivalul Astra Film ediția 1998, împreună cu Dumitru Budrala, directorul-fondator al festivalului

## Filmografie

### Regizor
- Sărbătoarea alegerilor (1952)
- Pe drumul libertății (1954)
- Reportaj de pe Marea Neagră (1956)
- Casa de pe strada noastră (1957) - mediumetraj documentar
- Pagini de vitejie (1959) - documentar
- Când primăvara e fierbinte (1960) - lungmetraj
- Țărmul n-are sfârșit (1962) - lungmetraj
- Meandre (1967) - lungmetraj
- Alerta (1967) - mediumetraj documentar
- 100 de lei (1973) - lungmetraj
- Ziduri și mâini (1974) - documentar (premiul A.C.I.N.)
- Un sul de ceară (1975) - documentar
- Impresii din copilărie (1977) - documentar
- Eroul de la Prahova (1977)
- O boală vindecabilă (1978)
- Viitorul începe ieri - Ștafeta (1980) - documentar (premiul A.C.I.N.)
- Sub poalele Taborului (1993)
- Le retour (1994) - scurtmetraj produs de Ministerul Francez de Externe[10]

### Scenarist
- Casa de pe strada noastră (1957)
- Când primăvara e fierbinte (1960)
- Țărmul n-are sfârșit (1962)
- Ziduri și mâini (1974)
- Un sul de ceară (1975)
- Impresii din copilărie (1977)
- Le retour (1994)

### Actor
- Mușchetarii în vacanță (1985)

## Opera literară
- Camera copiilor, București, 1969;
- Manuscrisul de la Ciumați, Tel Aviv, 1989;
- Izidor Mânecuță: cioburi, Tel Aviv, 1990; ediția (Isidore), traducere de Monica Costandache, Paris, 1994;
- David rege, București, 1991;
- Parastasul, București, 1994;
- Funerailles a Bucarest, traducere de Sanda Peri și Monica Costandache, Tel Aviv, 2000.